# Église Santa Maria della Sapienza
 (juillet 2020).
L'église Sainte Maria della Sapienza (Sainte-Marie-de-la-Sagesse) est une église baroque située dans le cœur historique de la ville de Naples, via Santa Maria di Costantinopoli dans le quartier San Lorenzo. Elle dépend de l'archidiocèse de Naples.

## Histoire
L'église est construite selon le projet de Francesco Grimaldi en 1625, puis elle fut achevée par Giacomo Di Conforto et terminée en 1630, le maître de chantier étant Orazio Gisolfo.
En même temps d'autres architectes, comme Cosimo Fanzago et Dionisio Lazzari, s'occupèrent de la façade. Les sources de l'époque rapportent que c'est surtout Fanzago qui fut l'auteur des dessins de la façade et que Lazzari pourvut à l'habillage en marbre blanc. 
La coupole et le campanile furent édifiés entre 1634 et 1636. Giacomo Lazzari fut l'auteur de la coupole avec l'édification d'une lanterne et la réalisation de fresques à l'intérieur de celle-ci par Corenzio. Le monastère qui état en annexe de l'église fut démoli à la fin du XIXe siècle pour laisser la place à la construction d'une polyclinique en arrière de l'édifice.

## Description
La façade est remarquable avec ses colonnes formant loggia, ses deux médaillons et la phrase Sapientia ædificavit sibi domum (la Sagesse s'est construit une demeure) sur l'entablement. L'intérieur est à une seule nef avec des chapelles latérales et un décor de marbres polychromes dû à Lazzari. Ce dernier conçut d'autres parties de l'église, ainsi que le pavement de marbre blanc et d'ardoise, semblable à celui de l'église San Gregorio Armeno. On lui doit le chœur des moniales, composé de petits carrés de marbre blanc et d'octogones d'ardoise.
Les fresques des voûtes et de l'abside sont dues à Cesare Fracanzano, alors qu'au tympan du fond (XVIIIe siècle), on remarque deux anges de Paolo Benaglia.
La structure de l'église contient en outre un autre sanctuaire: la chapelle de la Scala Santa.
L'église de la Sagesse, comme elle est appelée communément, est malheureusement fermée depuis plusieurs années, son état délabré nécessitant des restaurations importantes. Elle a pu être visible au moment du Maggio dei monumenti (Mois de mai des monuments) il y a quelques années, mais les infiltrations, les dégâts divers et le risque de vol nécessitent encore sa fermeture, faute de moyens financiers.

### Source de la traduction
- (it) Cet article est partiellement ou en totalité issu de l’article de Wikipédia en italien intitulé « Chiesa di Santa Maria della Sapienza » (voir la liste des auteurs).